# Masafumi Sakanashi
Masafumi Sakanashi (Japón; 30 de octubre de 1954 - Quilmes, Provincia de Buenos Aires, Argentina; 10 de febrero de 2012) fue un artista marcial japonés que residió en la República Argentina, obteniendo el grado de séptimo dan de aikido en el 2012 y el de shihan desde el año 2007.
Fue el fundador y director general del Centro de Difusión del Aikido.

## Biografía
Nació el 30 de octubre de 1954 en Japón. Practicante de judo desde los ocho años y amante de las artes de combate, se recibió en la facultad Judo Sei Fuku Shin Kai de Tokio, en Japón.
Al tiempo que estudiaba, obtuvo el 2.º dan kōdōkan de judo.
Practicó karate, en el estilo kyokushinkai, bajo la tutela del maestro Mas Oyama, escuela en la que obtuvo el 1.er dan.
Padeció un infarto que interrumpió su aprendizaje. Sin embargo, no conforme con la perspectiva de tener una vida sedentaria —ya que tenía prohibición médica de realizar cualquier esfuerzo—, siguió interesado en hallar un arte no tan violento, y que tuviera a la vez una profundidad filosófica distinta, para satisfacer su propia necesidad espiritual. Probó la práctica de taichí chuan un tiempo, pero ya había sido impactado por lo que viera de aikido. Entonces, comenzó a tomar clases en el Hombu Dojo, con el maestro Doshu Kisshomaru Ueshiba, en ese entonces presidente de la Federación Internacional de Aikido. Transcurrió un año de práctica moderada. Viendo que gracias al aikido fue superando su afección física, pasó a ejercitarse en forma más intensa cada vez hasta fortalecerse por completo, llegando a practicar hasta catorce horas diarias, en las clases dictadas por maestros tales como Yamaguchi Sensei, Kuwamori Sensei, Koyama Sensei, entre otros. Al tiempo que trabajaba en diversos lugares para poder combinar horarios de estudio trabajo y entrenamiento.
En uno de sus lugares de trabajo, en una fábrica, asistió a las clases diarias de shorinji kenpo que se dictaban en el descanso del mediodía. De la misma forma se dedicó al iaidō, el arte de desenvainar la espada.
Se casó con Yumiko Waga el 21 de enero de 1975.

## Medicina
Estudió quiropraxia en Japón y obtuvo el título de quiropráctico.

## Argentina
Arribó a la Argentina, en junio de 1978. Fue recibido por el sensei Katsutoshi Kurata, quien se encontraba en el país desde el año 1967. Así empezó a dar clases, iniciando su aporte al aikido.
El 25 de enero de 1979 nace su primera hija, Mariana Sakanashi; el 12 de diciembre de 1980 nace su segunda hija Adriana Raquel Sakanashi; y el 16 de abril de 1983, nace su hijo Leonardo Héctor Sakanashi quien actualmente es 6° Dan de Aikido.
Trabajó como actor en el filme Rage of Honor y Sin escape, ambas de 1987.
Con la ayuda de sus alumnos en la localidad de Burzaco edificó el Aikikai Sakanashi Dojo.
Desde 1999 Sensei Sakanashi Masafumi es invitado periódicamente a dictar seminarios tanto Nacionales (Mendoza, Córdoba, Tierra del Fuego, Corrientes, Tucumán, Santa Fe, Chubut, Salta, San Luis, Río Negro, Neuquén, Entre Ríos, Chaco, entre otros) como así también Seminarios Internacionales (Estados Unidos, Venezuela, Colombia, Brasil, Uruguay, Bolivia, etc.).
En el mes de enero de 1998, Sensei Sakanashi Masafumi recibió la graduación de 6.º dan impartida por el sensei Yoshimitsu Yamada.
En el año 2006, por recomendación de Yamada Shihan, el Centro de Difusión del Aikido ha sido oficialmente reconocido por el Aikikai Hombu Dojo (Aikido World Headquarters) como organización inscrita de manera directa a la misma; cabe aclarar que antes del mencionado reconocimiento, el Centro de difusión del Aikido establecía afiliación con el Aikikai a través de Y. Yamada Shihan.
Al año siguiente (2007), recibe el título de shihan, otorgado por Doshu y el Comité de Hombu Dojo.
El 8 de enero de 2012 recibió la graduación de 7.º Dan durante la celebración del Kagami Biraki 2012 en el aikikai Hombu Dojo, Tokio, Japón.
Sensei Masafumi Sakanashi se desempeñó como director general del Centro de Difusión del Aikido de Argentina y Bolivia hasta el final de su vida.
Lamentablemente a la edad de 57 años fallece por consecuencia de un accidente cerebrovascular el 10 de febrero de 2012 en Quilmes, Provincia de Buenos Aires, Argentina.